# 2012 w polityce

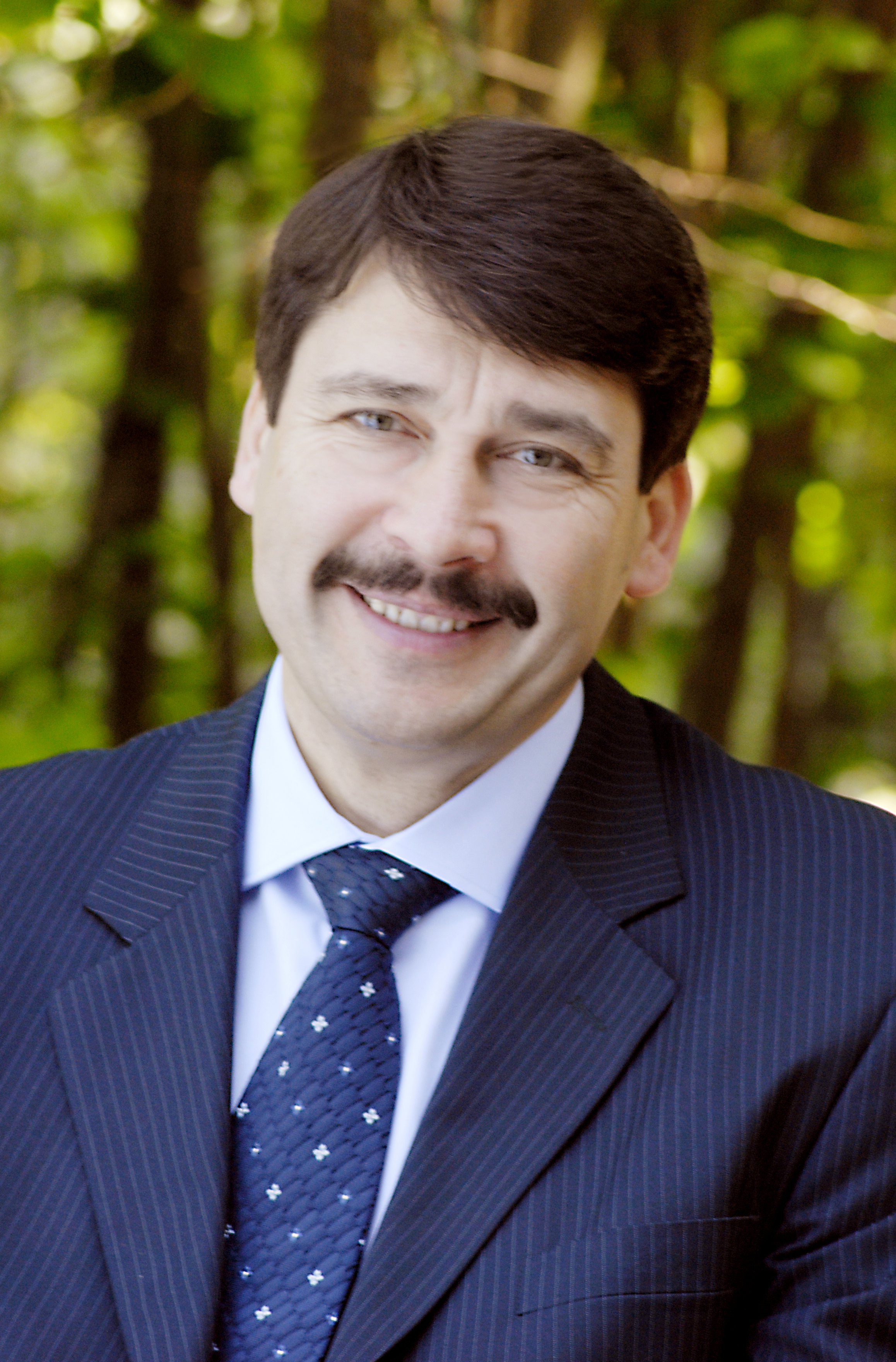
János Áder

Wydarzenia polityczne w 2012 roku.

## Styczeń
- 13 stycznia – władze Mjanmy ogłosiły amnestię dla więźniów politycznych[1].
- 23 stycznia – w Egipcie zaprzysiężono pierwsze (po obaleniu prezydenta Husni Mubaraka) Zgromadzenie Ludowe[2].

## Luty
- 3 lutego – w Syrii rozpoczęto bombardowanie Hims[3].
- 18 lutego – Donald Tusk ogłosił, że Polska nie będzie ratyfikować umowy Anti-Counterfeiting Trade Agreement (ACTA)[4].
- 26 lutego – odbyła się pierwsza tura wyborów prezydenckich w Senegalu. Do drugiej tury przeszli Abdoulaye Wade (34,81% głosów) i Macky Sall (26,58%)[5].
- 29 lutego – Korea Północna zgodziła się na zawieszenie programu nuklearnego[6].
- W całej Polsce odbyły się protesty przeciwko ACTA[7].

## Marzec
- 2 marca – w Iranie odbyły się wybory parlamentarne[8].
- 5 marca – wybory prezydenckie w Rosji wygrał Władimir Putin[9].
- 25 marca – drugą turę wyborów prezydenckich w Senegalu wygrał Macky Sall, uzyskując 65% głosów[10].

## Maj
- 6 maja – wybory prezydenckie we Francji wygrał François Hollande[11].
- 11 maja – Sejm Polski przegłosował reformę emerytalną, zgodnie z którą wiek emerytalny wyniósł 67 lat[12].
- János Áder został prezydentem Węgier[13].

## Czerwiec
- 24 czerwca – Muhammad Mursi z Bractwa Muzułmańskiego został prezydentem Egiptu[14].

## Lipiec
- 4 lipca – Parlament Europejski odbył umowę ACTA[7].

## Sierpień
- 1 sierpnia – prezydent Stanów Zjednoczonych Barack Obama nałożył nowe sankcję na Iran[15].

## Październik
- 7 października – Fauzi Bowo zakończył kadencję gubernatora Dżakarty, do 15 października urząd tymczasowo sprawował Fadjar Panjaitan, następnie objął go Joko Widodo[16]
- 12 października – Pokojową Nagrodę Nobla otrzymała Unia Europejska[17].

## Listopad
- 6 listopada – wybory prezydenckie w Stanach Zjednoczonych wygrał po raz drugi Barack Obama[18].
- 14 listopada – w wyniku izraelskiego nalotu zginął szef wojskowego skrzydła Hamasu Ahmed al-Dżaabari[19].
- 15 listopada – Izrael rozpoczął operację „Filar Obrony”, która miała ochronić ludność cywilną przed pociskami wystrzeliwanymi ze Strefy Gazy[19].
- 21 listopada – w Kairze Izrael i Autonomia Palestyńska zawarły rozejm[19].

## Grudzień
- 12 grudnia – Korea Północna przeprowadziła udaną próbę rakietową[20].
- 19 grudnia – Park Geun-hye wygrała wybory prezydenckie w Korei Południowej[21].